# Derry Burn
Derry Burn är ett vattendrag i Storbritannien.   Det ligger i kommunen Aberdeenshire och riksdelen Skottland, i den norra delen av landet, 600 km norr om huvudstaden London.